# Simona Levi
Simona Levi (Torino, 23 luglio 1966) è una drammaturga, regista teatrale, docente spagnola nata in Italia, a Torino, e residente a Barcellona dal 1990. È un'attivista di spicco dei movimenti sociali europei nel campo della libertà di espressione e di informazione, diritti digitali, libera circolazione della cultura e della conoscenza, uso strategico degli strumenti digitali per l'azione collettiva, accountability delle istituzioni, la lotta alla corruzione e alla disinformazione.
È la promotrice delle piattaforme Xnet, FCForum, 15MpaRato e del Citizen Group against Corruption, sia catalano che spagnolo.  È coautrice del libro Technopolitics, internet and r-evolutions sulla centralità delle reti digitali nei #15M e ha anche coordinato Free digital culture - Nozioni di base per difendere ciò che appartiene a tutti, entrambi pubblicati nel 2012. A maggio 2017 ha pubblicato Votar y cobrar - La impunidad como forma de gobierno. Nell'ottobre 2019 è coautrice di #FakeYou, Fake news e disinformazione con la casa editrice Rayo Verde.
Dirige il Postgraduate in Technopolitics and Rights in the Digital Age, prima presso la UPF Barcelona School of Management presso l'Università Pompeu Fabra  e dal 2020 presso l'Università di Barcellona.
Nel 2017 la rivista Rolling Stone ha scelto Simona Levi, come fondatrice di Xnet e per il suo lavoro con 15MpaRato, come una delle 25 persone al mondo che stanno plasmando il futuro.

## Biografia

### Attività artistica
Regista teatrale, attrice e ballerina di formazione, ha studiato arti dello spettacolo a Parigi presso la scuola di Jacques Lecoq.  Sempre a Parigi, era una programmatrice nello spazio occupato L'oeil du Cyclone.
In tournée come attrice in varie compagnie dal 1982, Simona Levi si è stabilita a Barcellona nel 1990. Nel 1994 ha lanciato la Sala Conservas nel quartiere del Raval, uno spazio per promuovere la creazione teatrale locale indipendente e innovativa attraverso l'autoproduzione.

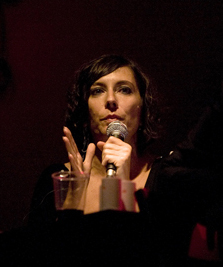
L'intervento di Simona Levi al festival InnMotion

Nel 1999 fonda la Compagnia Conservas, che nello stesso anno presenta il suo primo spettacolo, Femina Ex Machina, diretto da lei stessa e da Dominique Grandmougin. Il pezzo ha ricevuto il Premio Speciale della Critica e il Premio FAD Applaud ed è stato programmato in festival e teatri in Europa (Spagna, Francia, Regno Unito, Svizzera, Italia, Slovenia, Norvegia...) per più di due anni. Nel 2003 ha diretto, sempre insieme a Dominique Grandmougin, il secondo lavoro della compagnia, Seven Dust, presentato in anteprima al Mercado de las Flores di Barcellona. Nel 2007, insieme a Marc Sempere, ha diretto Realtà Avanzate, il terzo spettacolo della Compagnia Conservas. L'opera mette in discussione la democrazia rappresentativa e il concetto di proprietà. Il lavoro è open source . Al termine dello spettacolo, gli spettatori potevano portare a casa un CD-ROM con le fonti dei testi, dei video, delle musiche e delle immagini utilizzate nello spettacolo. L'idea dello spettacolo è nata da un video caricato su YouTube nell'ottobre 2006 che denunciava speculazioni immobiliari e che includeva parti registrate con una telecamera nascosta nell'ufficio antimobbing del Comune di Barcellona. Il video è stato rimosso da YouTube su richiesta di La Caixa, che lamentava una presunta violazione del diritto d'autore per l'utilizzo di immagini provenienti da una delle sue filiali.

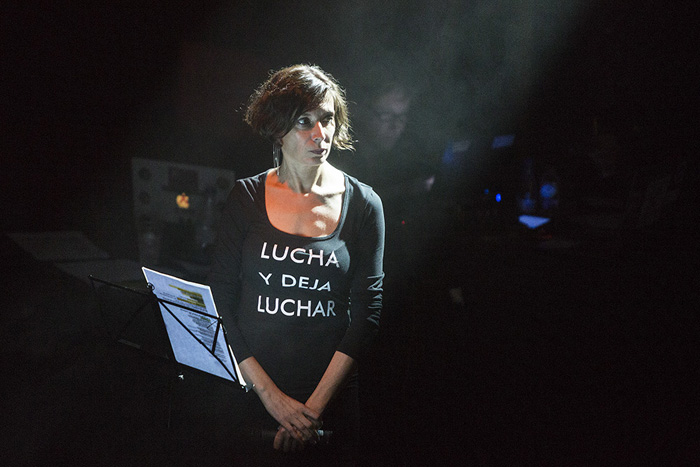
Simona Levi al Live Act

Tra il 2001 e il 2011 ha diretto il Festival di arti performative e applicate InnMotion, tenutosi presso il Centro di Cultura Contemporanea di Barcellona. Dal 2008 dirige la messa in scena degli Oxcars.
È stata sceneggiatrice e regista di Diventa un banchiere - Carte nere: tutto quello che volevano nasconderti, uno spettacolo teatrale documentario che mette in scena il caso delle carte segrete e ritrae il modus operandi della dirigenza di Caja Madrid attraverso un setaccio di 447 email pubblicate sulla stampa, inviate al e dal suo presidente, Miguel Blesa. Lo spettacolo è stato presentato in anteprima nel luglio 2016 al Teatro Poliorama, nell'ambito del Festival Grec ed è stato rappresentato in luoghi come il Teatro Fernán Gómez a Madrid e il Teatro Rosalía de Castro a La Coruña.
Nel 2018 ha diretto lo spettacolo Realidades Avanzadas, presentato in anteprima al Grec Festival di Barcellona.

### Attivismo contro la corruzione
È tra i fondatori di Xnet (ex eXgae), una piattaforma no-profit nata nel 2008 che propone modelli alternativi di diffusione culturale, gestione del copyright e democrazia nell'era digitale. Xnet, con il supporto di Conservas, organizza dal 2008 il gala OXcars, che rende visibili progetti di diverse discipline artistiche nel campo della cultura libera.
Da sempre membro di Xnet, dirige la messa in scena delle OXcars ed è la coordinatrice del FCForum, incontro internazionale che riunisce organizzazioni ed esperti nel campo della cultura e della conoscenza libera per creare un quadro strategico globale e una struttura di coordinamento internazionale. È anche uno dei membri fondatori di Red Sostenible, una piattaforma cittadina creata nel gennaio 2010  contro la legge Sinde e in difesa dei diritti di Internet il cui atteggiamento ha preoccupato il governo degli Stati Uniti.
Nel gennaio 2010, davanti alla sottocommissione parlamentare che stava studiando la riforma del diritto di proprietà intellettuale, ha difeso le proposte della Carta per l'innovazione, la creatività e l'accesso alla conoscenza, documento redatto collegialmente nell'ambito del FCForum. Nel suo intervento ha passato in rassegna le lacune della legge e presentato le possibili soluzioni contenute nella Carta, come l'abolizione del canone digitale e la necessità di riformare gli enti gestori, affermando che "essi ostacolano la libera circolazione della cultura e il profitto della autori”.

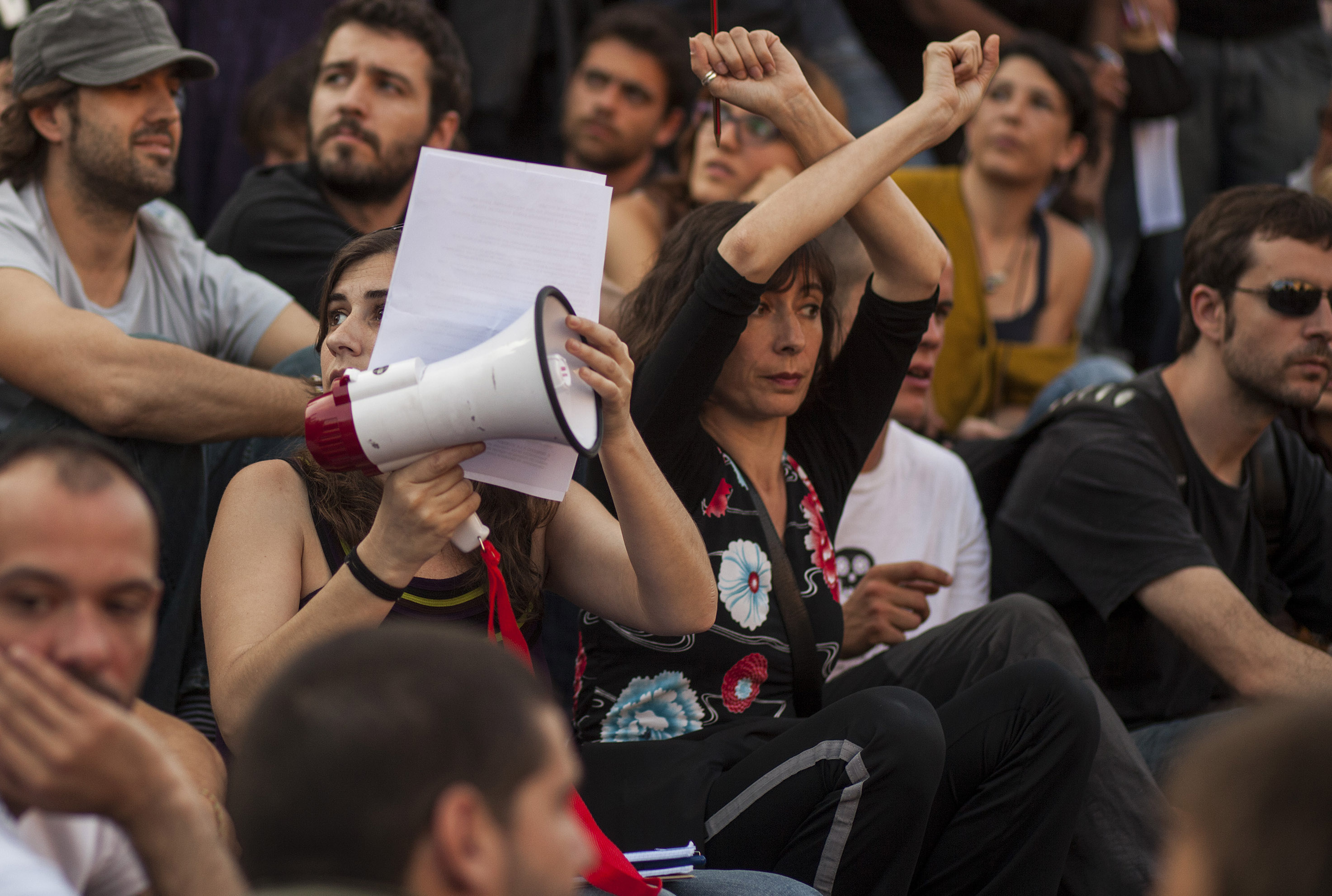
Simona Levi al 15M di Barcellona

È l'iniziatrice del collettivo 15M, 15MpaRato, che nel 2012 ha intentato una causa contro l'ex direttore di Bankia Rodrigo Rato, avviando il caso Bankia. Attraverso la casella di posta Xnet per segnalare casi di corruzione, una fonte anonima ha fornito a Xnet il dominio web http://correosdeblesa.com, con più di 8.000 email dalla casella di posta di Miguel Blesa, presidente della Caja Madrid tra il 1996 e il 2009. Tra loro c'è chi ha dato le prime indicazioni pubbliche dell'esistenza di "carte segrete", della compravendita della City National Bank of Florida o di clienti ingannati dalle azioni privilegiate.  Nel giugno 2015, Xnet ha reso pubblica una selezione dell'ufficio postale di Blesa attraverso quattro media online.  Il tribunale nazionale ha accolto la denuncia per il trattamento e ha accusato Rato e l'ex consiglio di amministrazione di frode, falso in bilancio in modo da attirare investimenti, amministrazione scorretta.

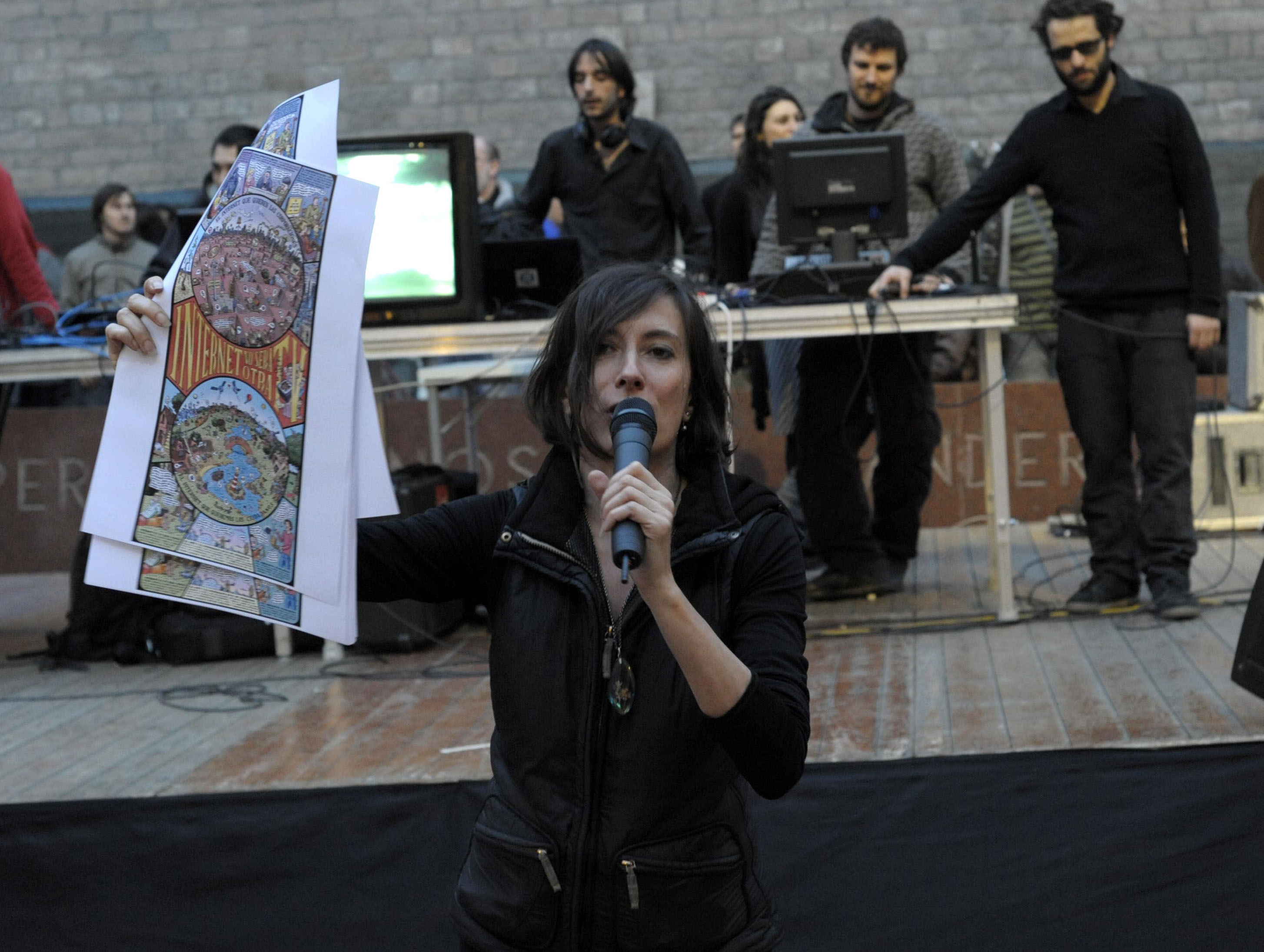
Simona Levi - Live Act al InnMotion Festival

Nel 2015–2016, in qualità di membro del Transparency Advisory Board dell'Ufficio per la Trasparenza e le Buone Pratiche del Comune di Barcellona, ha promosso la creazione della prima casella postale per le denunce anonime contro la corruzione promossa da un governo (in questo caso, quello della città di Barcellona), ad immagine di quello già sviluppato in Xnet. Dopo la presentazione pubblica dello strumento, Levi annuncia la sua uscita dall'advisory board.
Partecipa come relatrice ed esperta a incontri nazionali e internazionali per far conoscere il progetto Xnet, l'attualità della cultura libera, dei diritti digitali e della tecnopolitica. Alcuni di questi sono il Forum ministeriale per l'Europa creativa (Repubblica Ceca), Transmediale (Berlino), Economies of the Commons (Amsterdam)  o il seminario Sustainable Economy Law and the Internet, presso la University School of Technical Engineering delle telecomunicazioni dell'UPM. Per conto del FCForum, agisce come lobbista presso la Commissione Europea. Ha assistito istituzioni come il Segretario di Stato per la Digitalizzazione e l'Intelligenza Artificiale del Governo della Spagna  o la Direzione della Società Digitale della Generalitat della Catalogna, oltre ad associazioni di cittadini sulla questione dell'innovazione democratica e dei diritti digitali .
Scrive articoli di opinione per media come Público, CTXT e Infolibre e partecipa a programmi di attualità alla radio e alla televisione.

## Attività politica
Levi è una delle fondatrici di Partido X, un partito politico spagnolo emerso dal movimento 15-M (movimento Indignados) e fondato il 17 dicembre 2012. È stata seconda nel ballottaggio di Partido X per le elezioni del Parlamento europeo del 2014, dopo il primo candidato del partito Hervé Falciani.

## Opere
- Cultura libre digital - Nociones básicas para defender lo que es de todxs, 2012 Icaria Editorial
- Tecnopolítica, internet y r-evoluciones - Sobre la centralidad de redes digitales en el #15M 2012 Icaria Editorial
- Votar y cobrar - La impunidad como forma de gobierno, 2017, insieme con Sergio Salgado, Editorial Capitán Swing
- #FakeYou, Fake news y desinformación - Gobiernos, partidos políticos, mass media, corporaciones, grandes fortunas: monopolios de la manipulación informativa y recortes de la libertad de expresión, 2018 Editorial Rayo Verde